# I'm in the Band
I'm in the Band è una sitcom americana prodotta e trasmessa da Disney XD. Il primo episodio della serie è stato trasmesso negli Stati Uniti il 27 novembre 2009, per poi esser trasmesso regolarmente dal 20 febbraio 2010.

## Trama
La serie segue le avventure del giovane Tripp Campbell, che riesce ad unirsi alla rock band che tanto adora, gli Iron Weasel. In ogni episodio cerca di rilanciare la loro carriera, ormai da tempo finita.

## Cast
- Logan Miller: Tripp Ryan Campbell, il chitarrista adolescente, determinato ad aiutare la band a rilanciarsi nel mercato.
- Steve Valentine: Derek Jupiter, il cantante degli Iron Weasel.
- Greg Baker: Burger Pitt, il bassista, sempre con un grande appetito.
- Stephen Full: Ash Tyler, il batterista.
- Caitlyn Taylor Love: Isabella "Izzy" Fuentes, grande amica di Tripp, nonché fan accanita degli Iron Weasel e di molte altre rock band.

## Episodi
| Stagione         | Episodi | Prima TV USA | Prima TV Italia |
| ---------------- | ------- | ------------ | --------------- |
| Prima stagione   | 21      | 2009-2010    | 2010-2011       |
| Seconda stagione | 20      | 2010-2011    | 2011-2012       |